# Fletxa del port d'Anvers
La Fletxa del port d'Anvers (Antwerpse Havenpijl) és una cursa ciclista belga que es disputa als voltants d'Anvers (Bèlgica). La primera edició es disputà el 1990. De 2002 es va conèixer amb el nom de Fletxa dels ports flamencs (Vlaamse Havenpijl). El 2009 va tornar a adoptar el nom original. El 2005 va entrar a formar part de l'UCI Europa Tour. Michel Vanhaecke, Jan Van Immerseel i Tibo Nevens, amb dues victòries, són els ciclistes que més vegades han guanyat la cursa.

## Palmarès
| Any                        | Vencedor             | Segon                | Tercer                 |
| -------------------------- | -------------------- | -------------------- | ---------------------- |
| Fletxa del port d'Anvers   |                      |                      |                        |
| 1990                       | Glenn Huybrechts     | Danny Van Looy       | Patrick Van Roosbroeck |
| 1991                       | Michel Vanhaecke     | Stéphane Hennebert   | Mika Hietanen          |
| 1992                       | Stefan Sels          | Edwin Rutten         | Ludo Dierckxsens       |
| 1993                       | Rik Claeys           | Thierry Moeskops     | Stefan Grimon          |
| 1994                       | Gilbert Kaes         | Johnny Macharis      | Guy Van Hese           |
| 1995                       | Jan Van Immerseel    | Willem-Jan Lambregts | Wim Sels               |
| 1996                       | Johnny Dauwe         | Sven Nys             | Luc De Moor            |
| 1997                       | Jan Van Immerseel    | Dave Bruylandts      | Carl Roes              |
| 1998                       | Darius Strole        | Raimondas Vilčinskas | Danny Van der Massen   |
| 1999                       | Raimondas Vilčinskas | Andrejus Zubrovas    | Aivaras Baranauskas    |
| 2000                       | No disputada         | No disputada         | No disputada           |
| 2001                       | Michel Vanhaecke     | Bert Roesems         | Martin Derganc         |
| Fletxa dels ports flamencs |                      |                      |                        |
| 2002                       | Mark Roland          | Gino De Weirdt       | Peter Schoonjans       |
| 2003                       | Hans De Meester      | Darius Strole        | Cedric Van Lommel      |
| 2004                       | Peter Ronsse         | Vadim Vdovinov       | Robby Meul             |
| 2005                       | No disputada         | No disputada         | No disputada           |
| 2006                       | Vytautas Kaupas      | Fredrik Johansson    | Ivailo Gabrovski       |
| 2007                       | Denis Flahaut        | Aidis Kruopis        | Stefan Heiny           |
| 2008                       | Jonas Aaen Jørgensen | Michael Van Staeyen  | Wouter Van Mechelen    |
| Fletxa del port d'Anvers   |                      |                      |                        |
| 2009                       | Jens-Erik Madsen     | Stefan van Dijk      | Denis Flahaut          |
| 2010                       | Rob Goris            | David Boucher        | Frédéric Amorison      |
| 2011                       | Pirmin Lang          | Remco te Brake       | Mats Boev              |
| 2012                       | Joeri Stallaert      | Eugenio Alafaci      | Kevin Claeys           |
| 2013                       | Preben Van Hecke     | Stef Van Zummeren    | Stijn Steels           |
| 2014                       | Yoeri Havik          | Ivar Slik            | Jens Geerinck          |
| 2015                       | Aidis Kruopis        | Stan Godrie          | Gerry Druyts           |
| 2016                       | Timothy Dupont       | Enzo Wouters         | Kenny Dehaes           |
| 2017                       | Arvid de Kleijn      | Harry Tanfield       | Arjen Livyns           |
| 2018                       | Tibo Nevens          | Edward Planckaert    | Bas van der Kooij      |
| 2019                       | Tibo Nevens          | Bas van der Kooij    | Arne Marit             |